# Zamek kalmarski

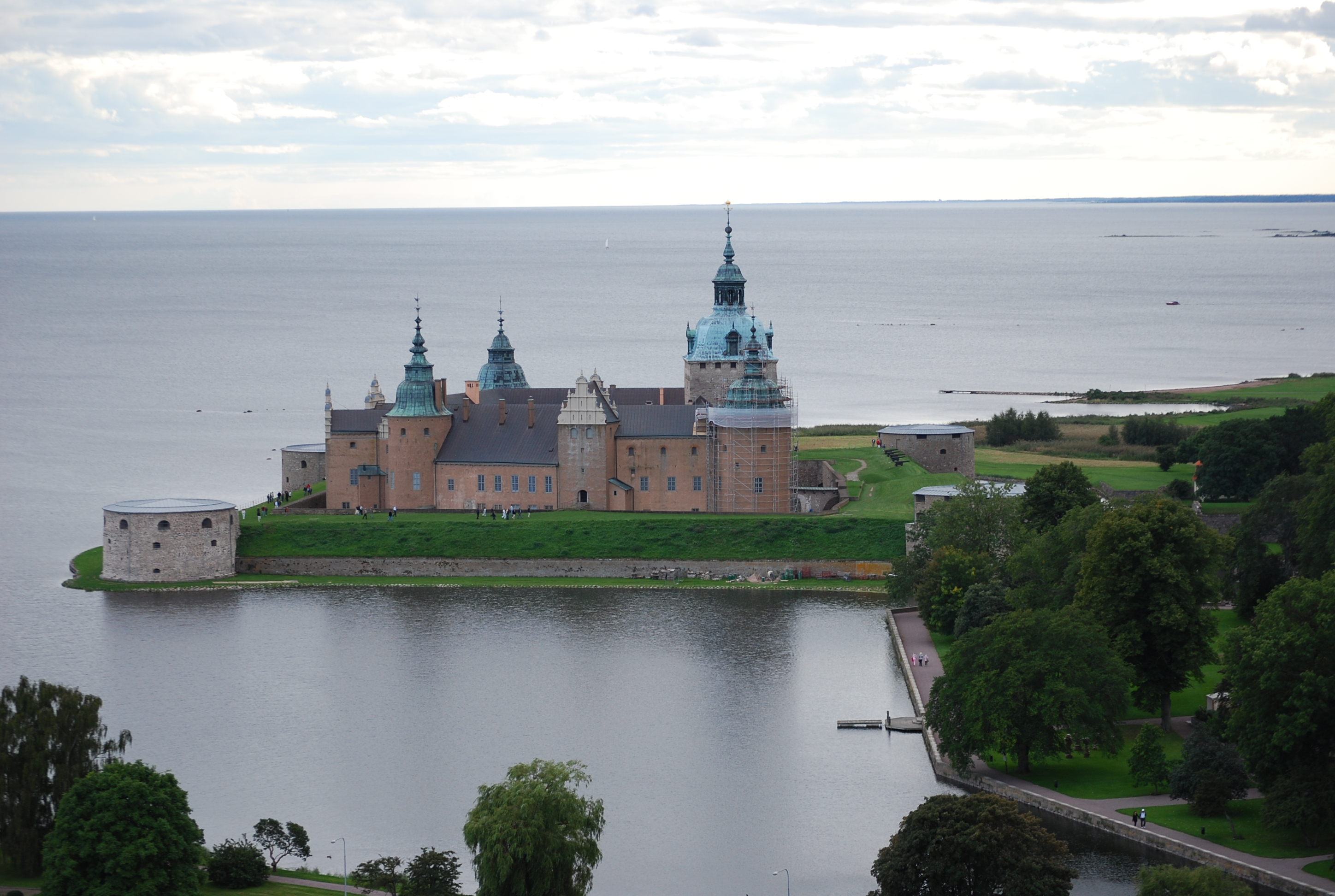

Zamek kalmarski (szw. Kalmar slott) – warownia położona w średniowiecznej części szwedzkiego miasta Kalmar, na samym brzegu Cieśniny Kalmarskiej.
Historia budowy zamku sięga XII wieku, kiedy to wybudowano ufortyfikowaną wieżę obronną i obserwacyjną. W latach 80. XIII wieku król Szwecji Magnus I Birgersson rozbudował fortyfikacje i wieża obserwacyjna stała się częścią zamku. W następnych latach twierdza była wielokrotnie przebudowywana. 20 lipca 1397 roku na zamku zawarto akt Unii kalmarskiej pomiędzy władcami Szwecji, Danii i Norwegii.
Największe zmiany forteca przeszła w XVI wieku, kiedy to królowie z dynastii Wazów (Gustaw I i jego dwaj synowie: Eryk XIV i Jan III) przebudowali średniowieczną warownię w zamek godny siedziby królewskiej. Forteca była wielokrotnie oblegana. W roku 1598 król Polski Zygmunt III Waza zdobył zamek, a następnie, przez rok, wojska polskie (pod wodzą Władysława Bekiesza) broniły twierdzy przed atakami oddziałów Karola Sudermańskiego. Najtrudniejszą bitwą o zamek była ta z roku 1611, kiedy podczas wojny kalmarskiej Szwedzi przegrali walki na otwartym polu, ale obrońcy zamku, choć pozostawieni bez wsparcia, nie poddali się. Wiele krwi przelano także podczas wojny skańskiej, ale był to ostatni tak krwawy konflikt w dziejach zamku.

Ostatnim królem, który rezydował na zamku był Karol XI Wittelsbach (panował w latach 1660–1692). Po opuszczeniu twierdzy przez dwór królewski, zaczęła ona tracić na znaczeniu (podobnie jak całe miasto Kalmar). Zamek od XVII wieku do dzisiaj pozostał w niemal niezmienionym kształcie i jest jedną z najlepiej zachowanych renesansowych twierdz w Szwecji. W latach 1914–1941 zamek został odrestaurowany z wykorzystaniem dawnych metod. W roku 1997 na zamku świętowano sześćsetną rocznicę zawarcia Unii kalmarskiej.

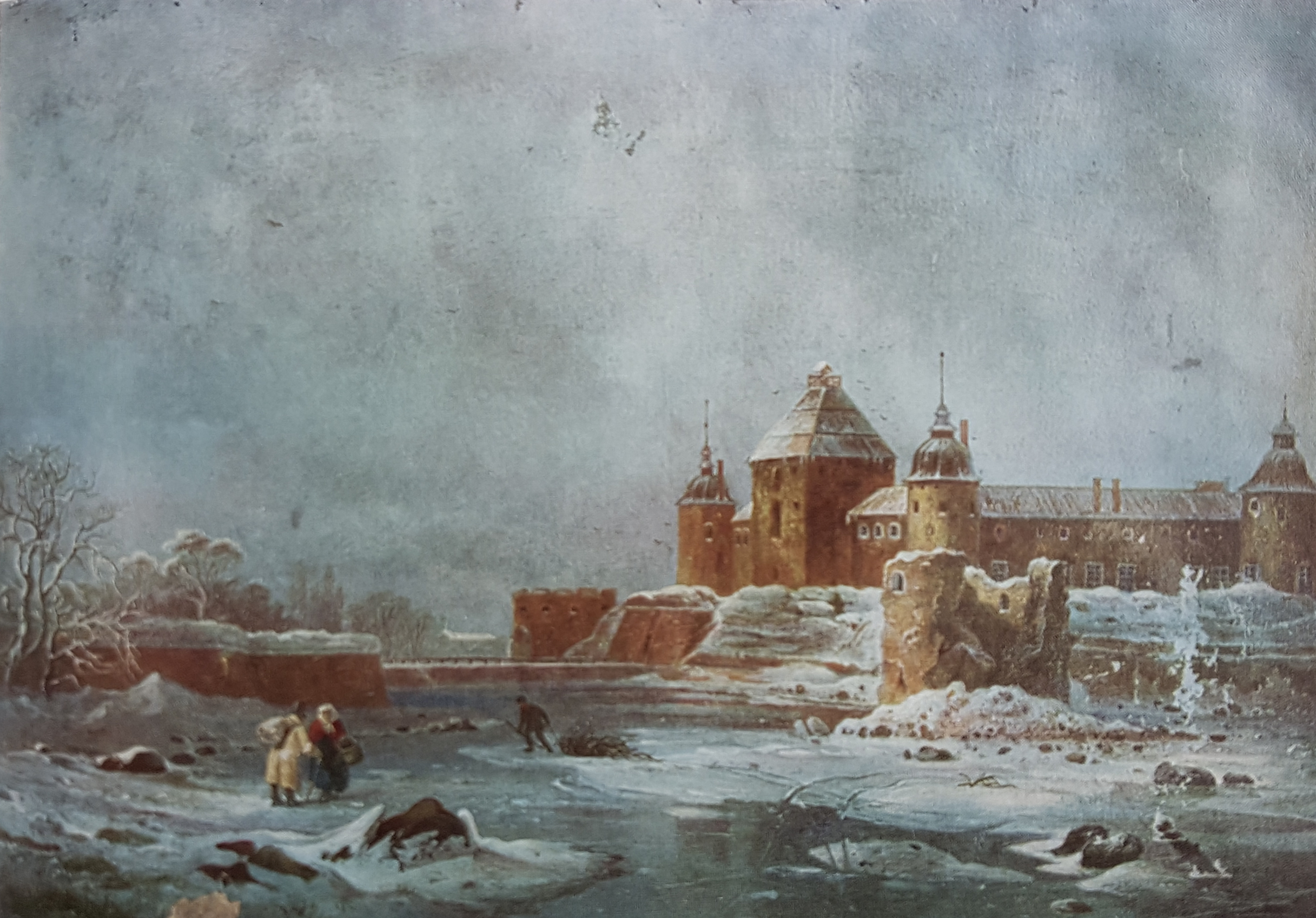
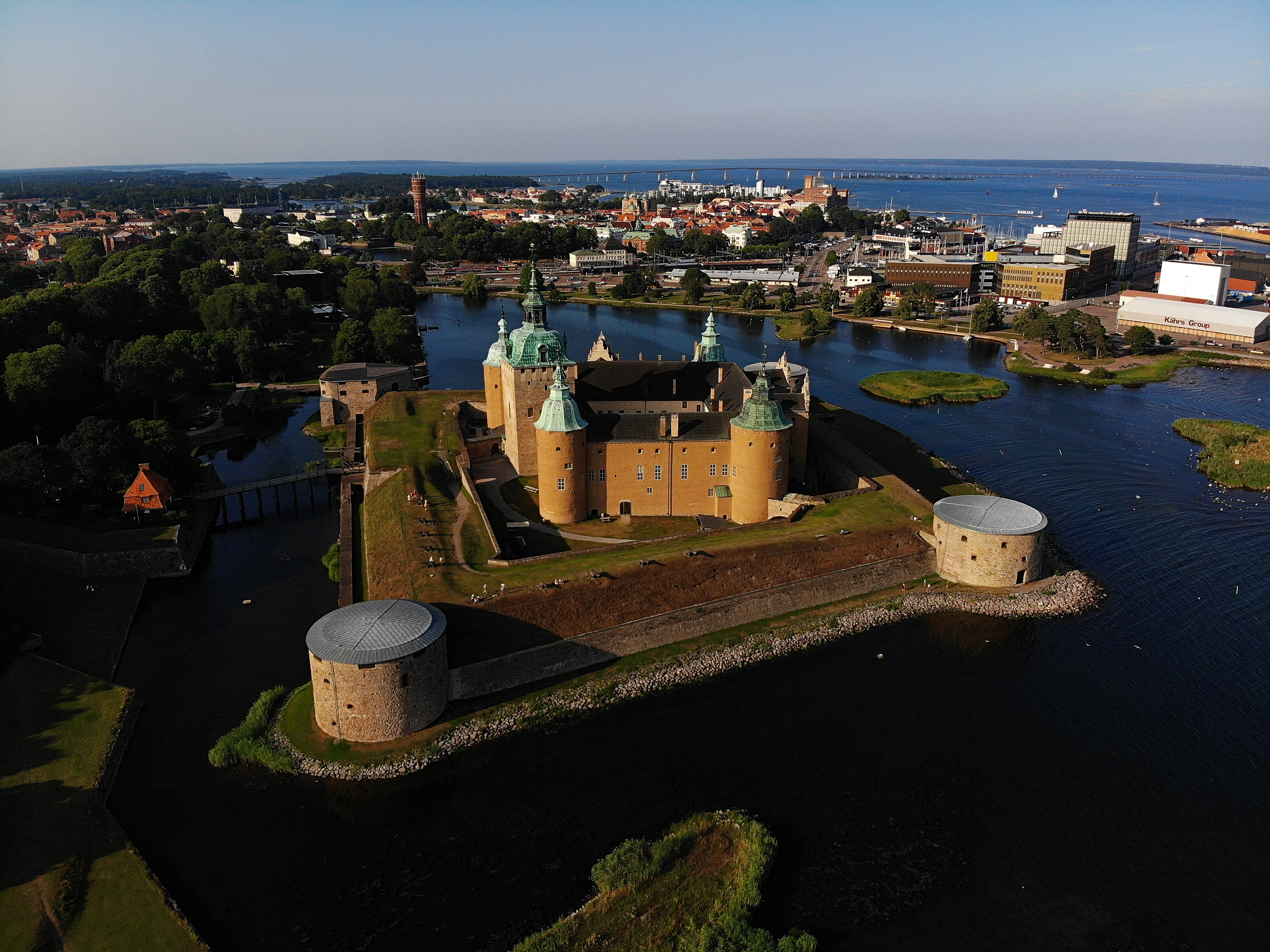
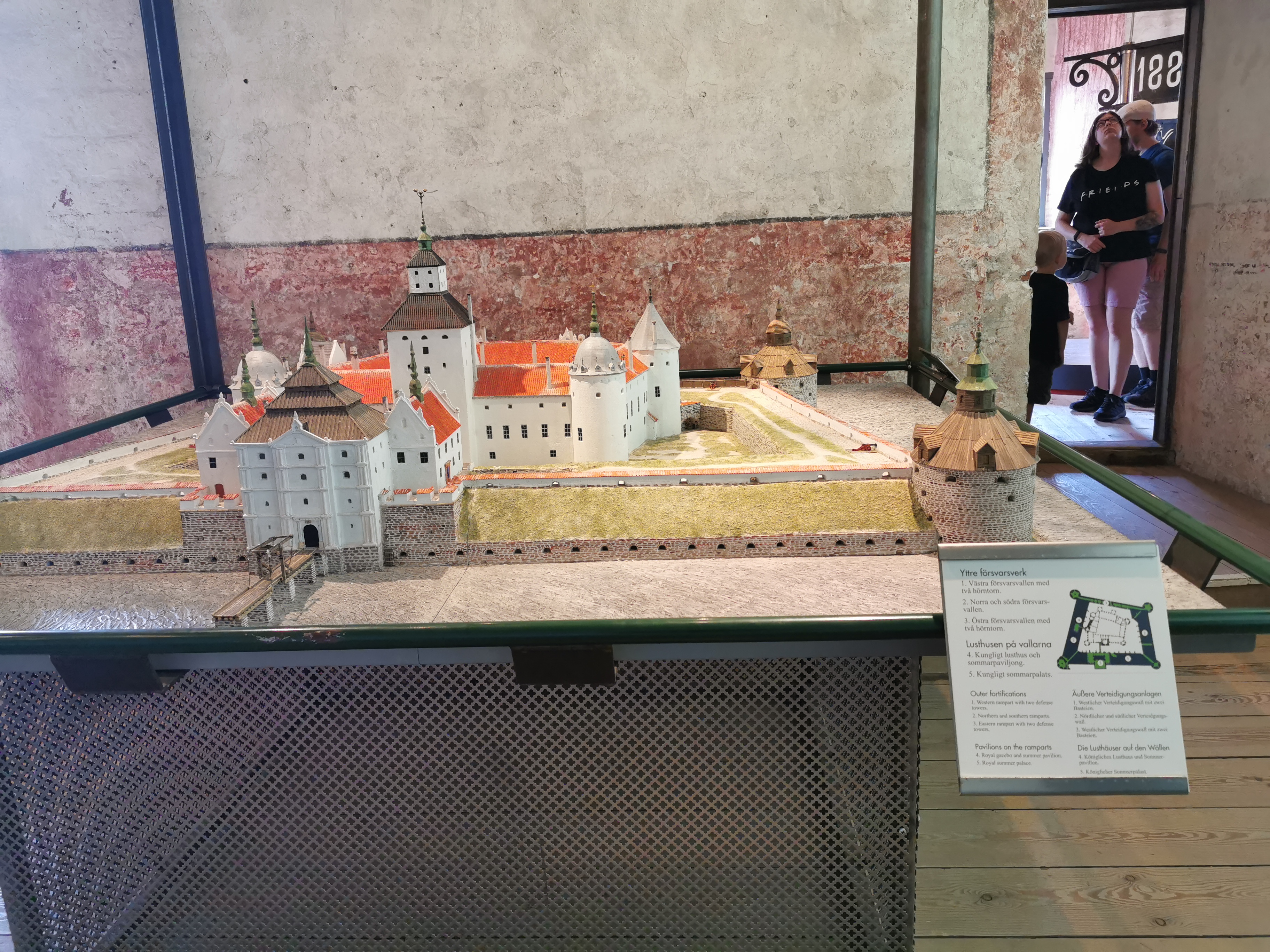
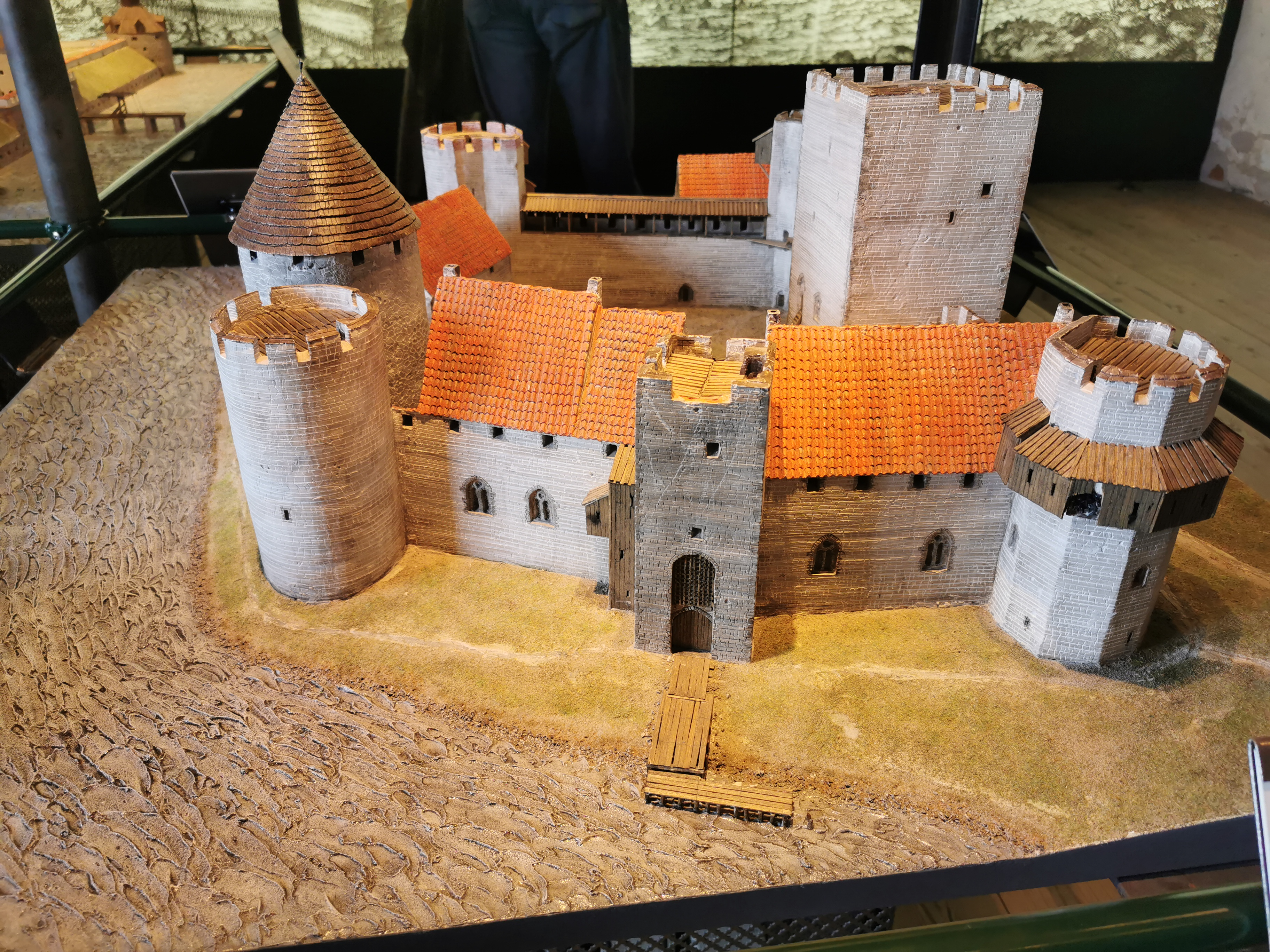
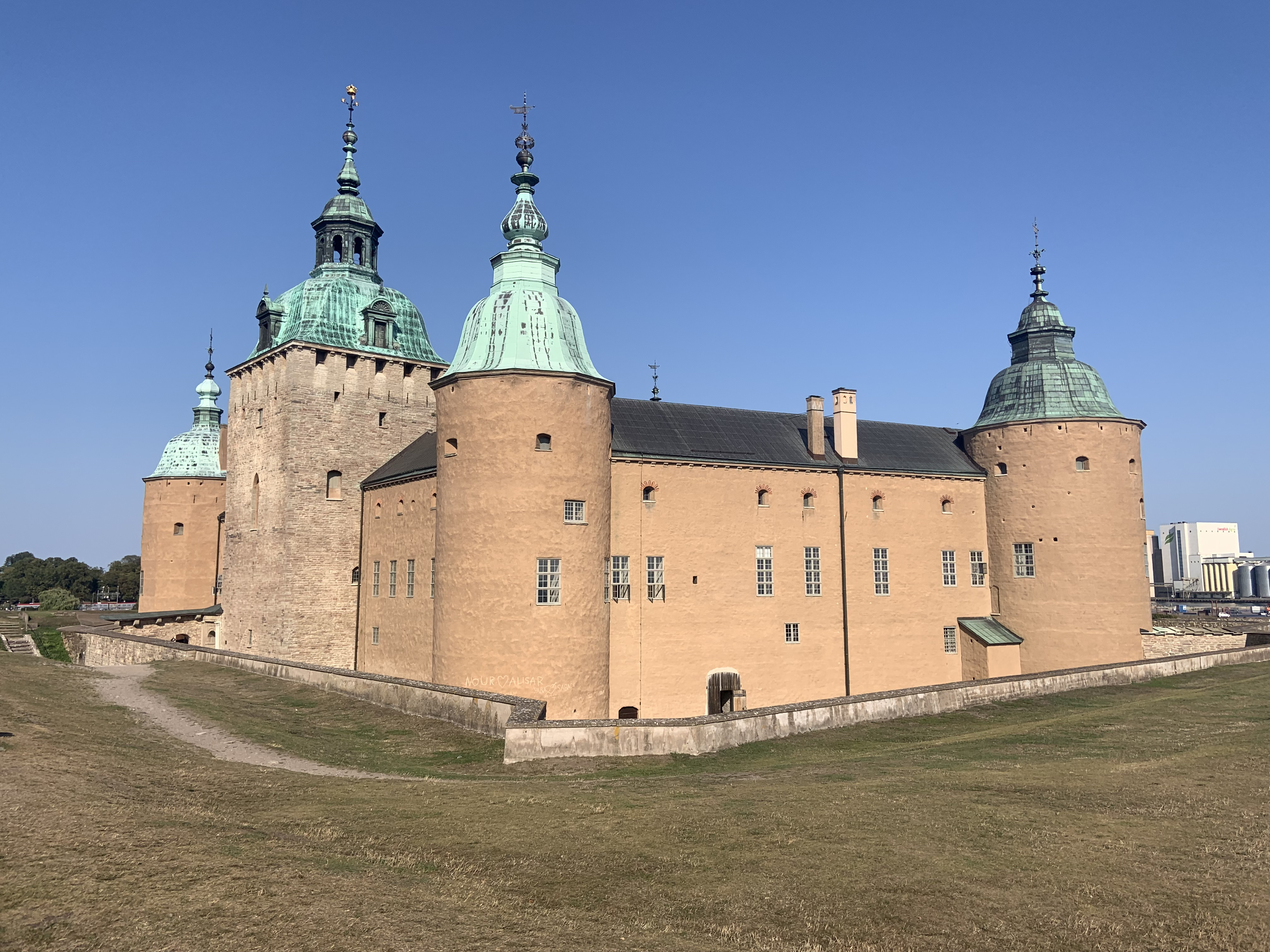
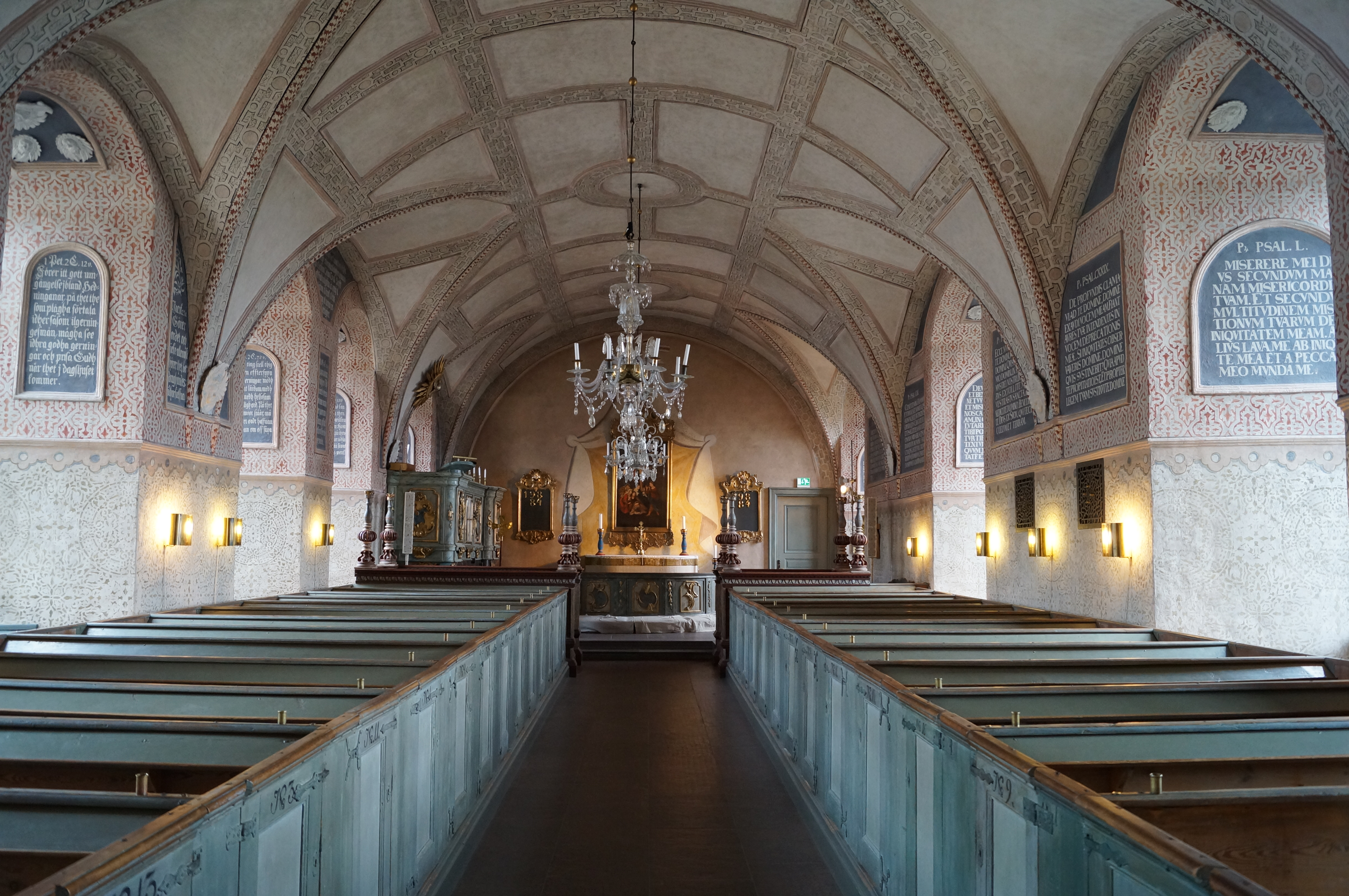
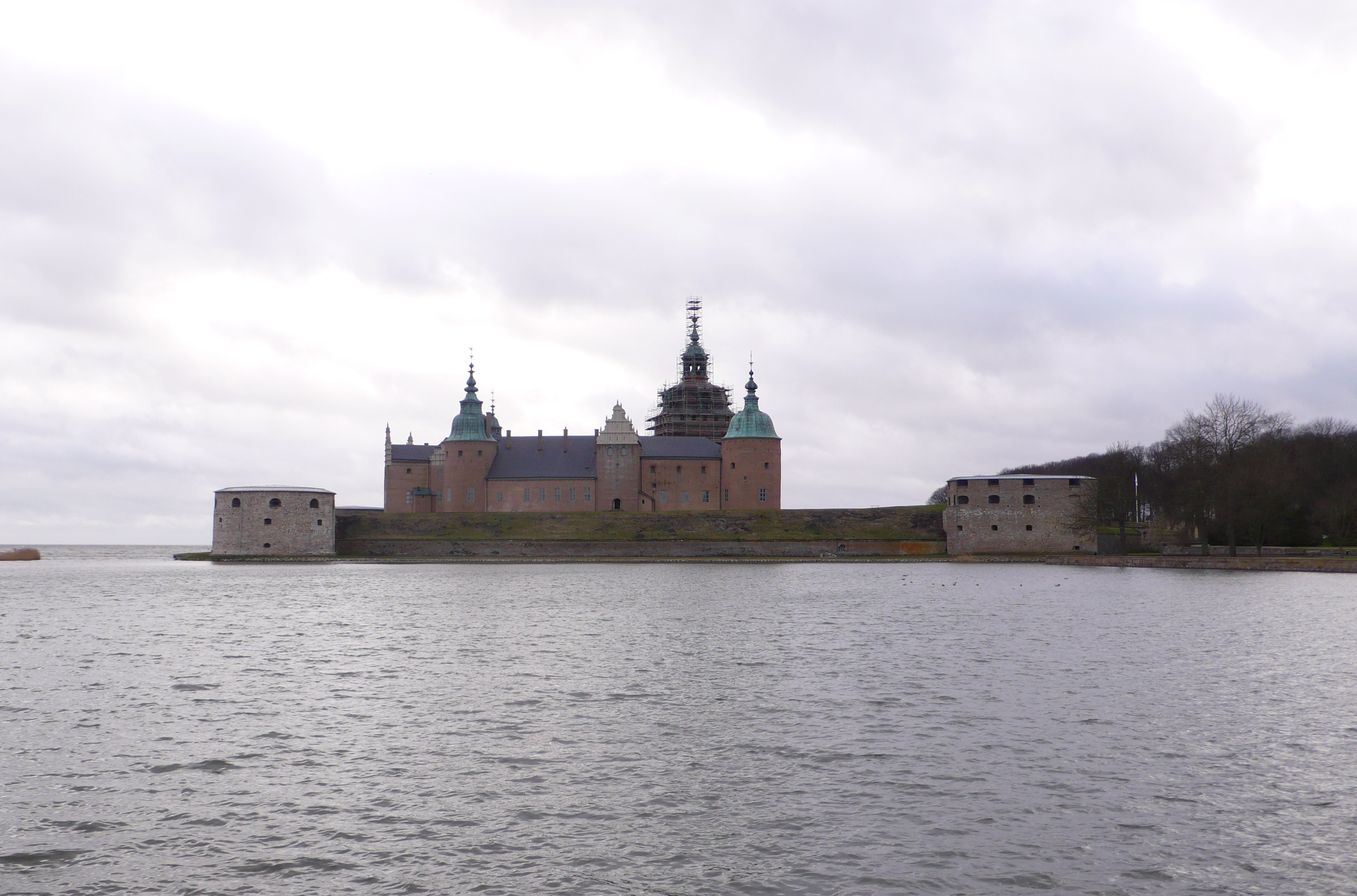
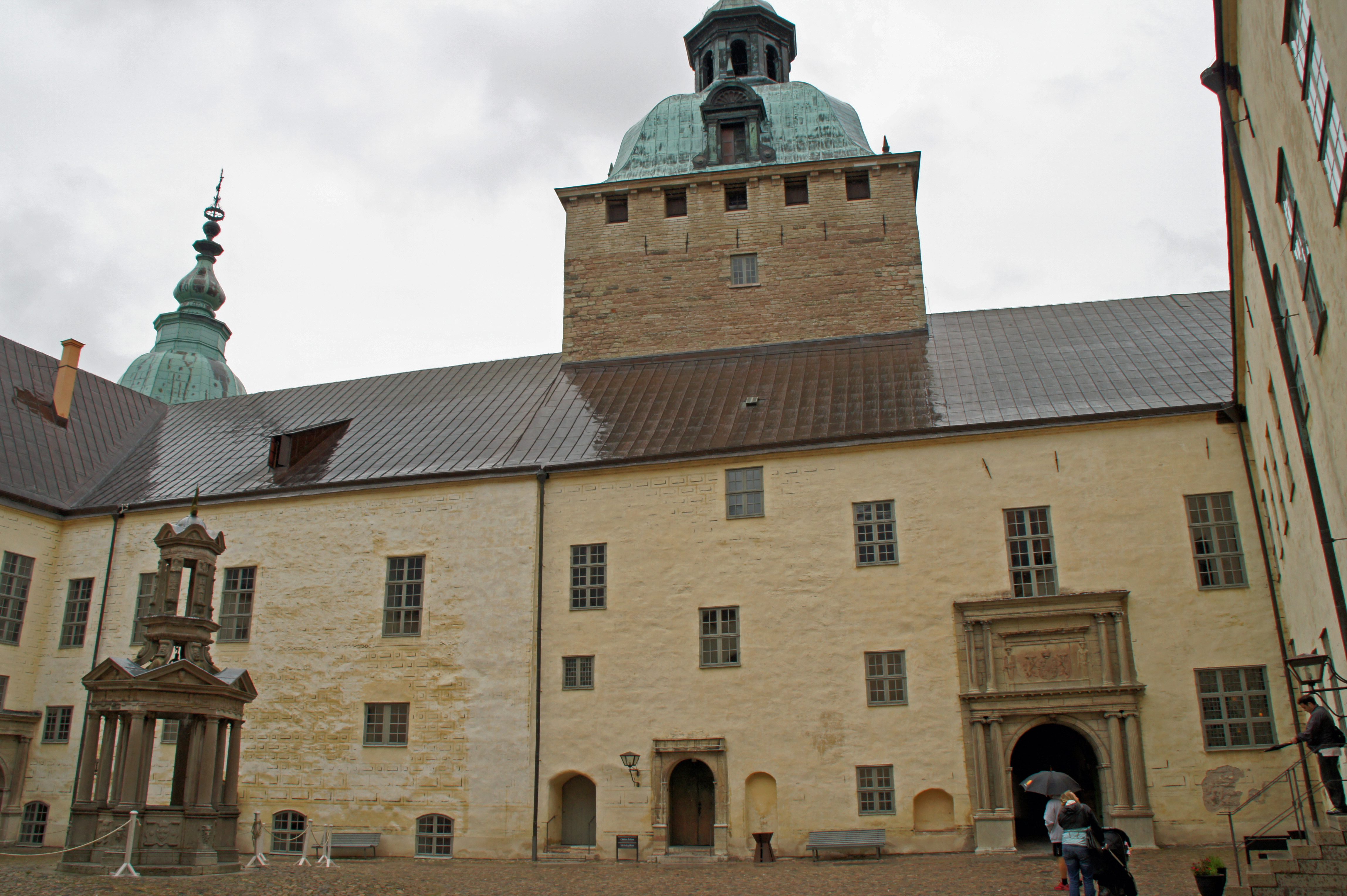
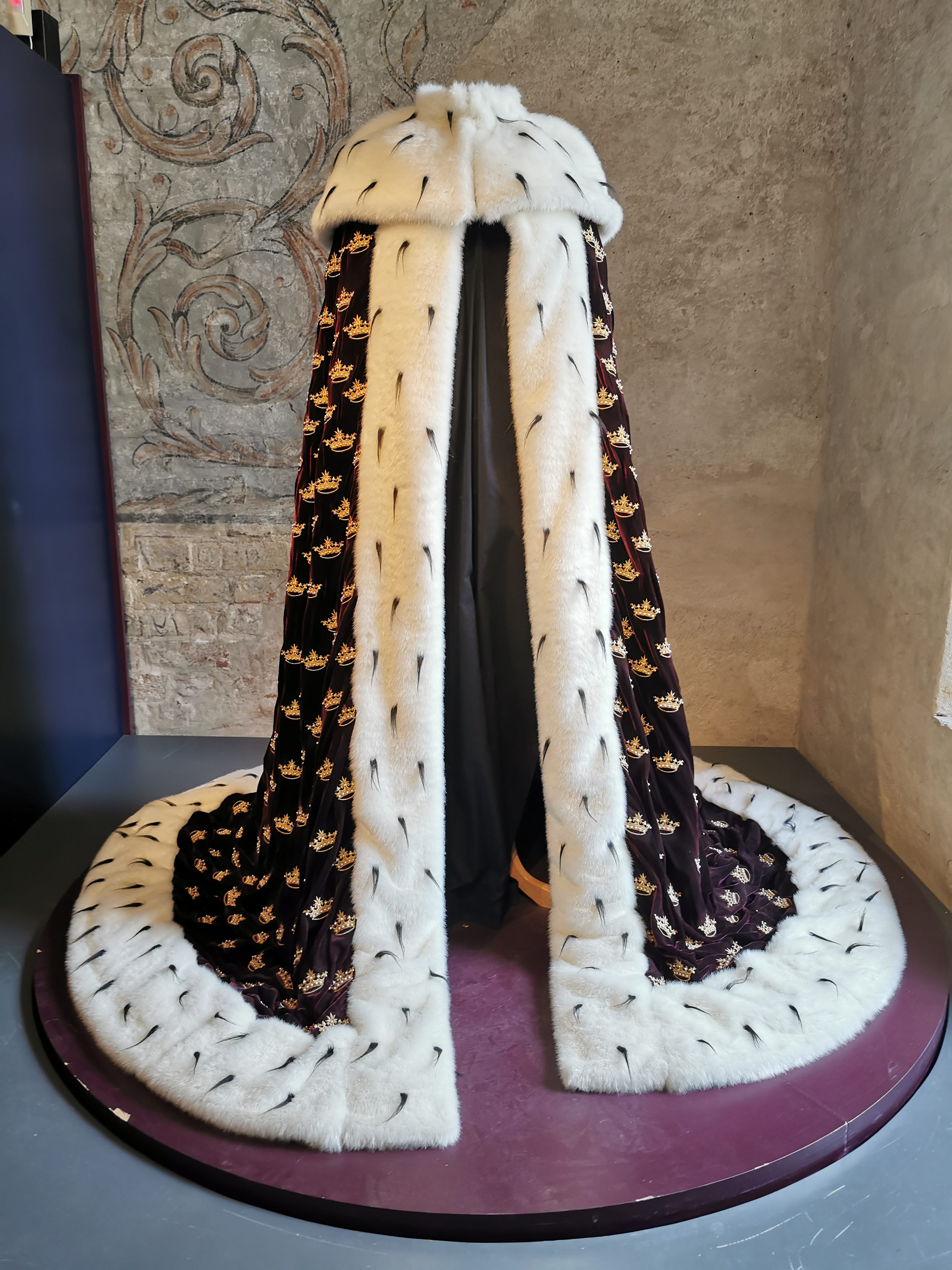
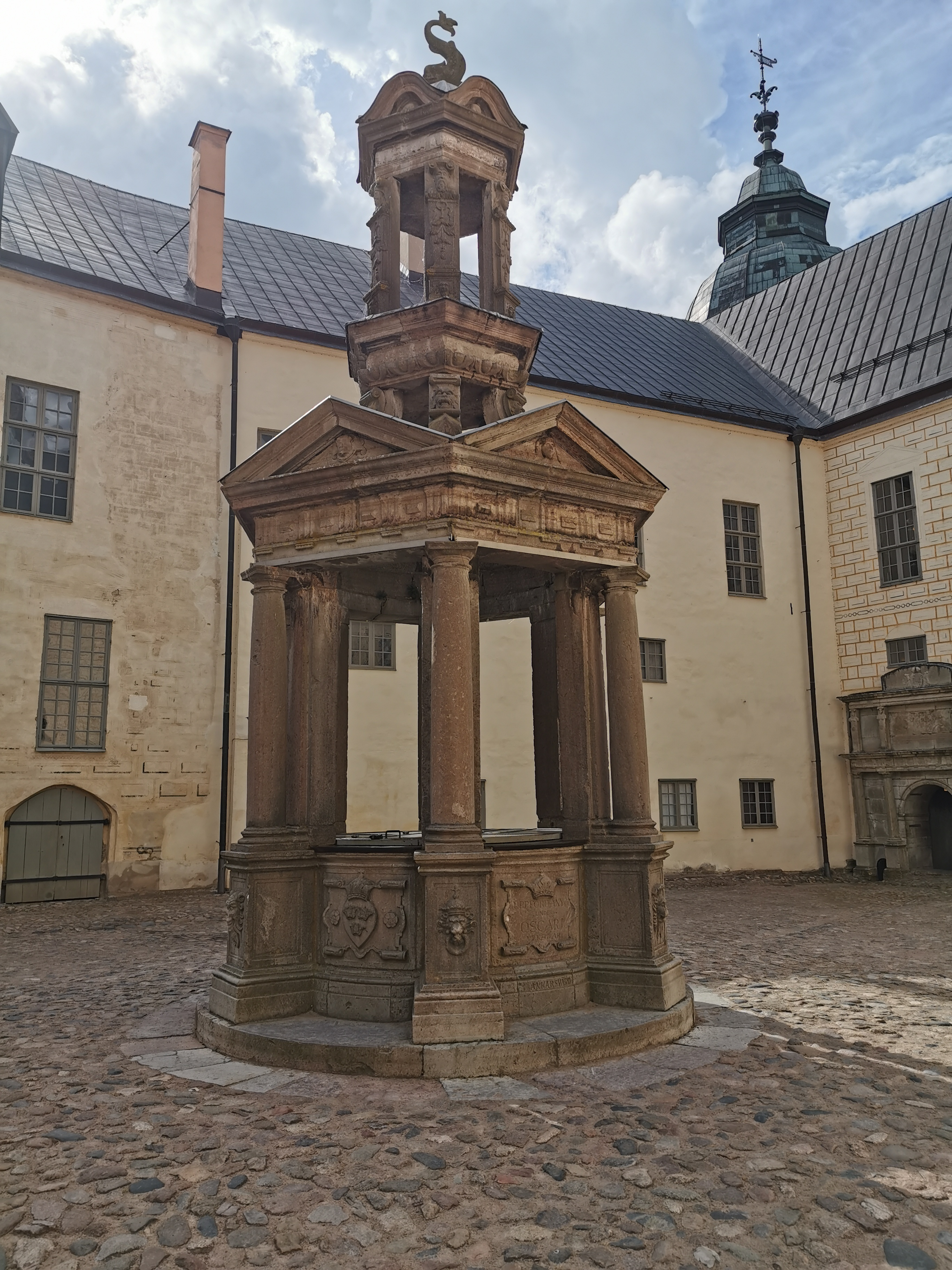